# Васильково (Парфинский район)
Васильково — опустевшая деревня в Парфинском муниципальном районе Новгородской области России. Входит в состав Полавского сельского поселения.

## История
В январе 1942 года 254-я стрелковая дивизия вела бои за деревни Пустынька, Мотыренка, Вершина, Дворец, хутор Шкварец
В 1964 г. Указом Президиума ВС РСФСР деревня Мотыренка переименована  в Васильково.
В соответствии с законом Новгородской области от 11 ноября 2005 года № 559-ОЗ Васильково вошло в  состав образованного Полавского сельского поселения.

## География
Расположено в центральной части региона и находится на р. Мотыренка. 

## Население
| 2010 |
| ---- |
| 0    |

## Инфраструктура
Было развито лесозаготовка и переработка древесины

## Транспорт
Асфальтированных дорог нет.